# Samer Abu Daqqa
Samer Abu Daqqa (Gaza, 1978 - Jan Yunis, 15 de diciembre de 2023) fue un videoperiodista belga-palestino que trabajaba para Al Jazeera. Murió durante la guerra de Gaza después de que el ejército israelí bombardeara a un equipo de Al Jazeera en Jan Yunis el 15 de diciembre de 2023, mientras cubría un ataque aéreo a la escuela de Haifa.

## Biografía

### Infancia y juventud
Nacido en 1978, era natural de Jan Yunis. Abu Daqqa tenía una licenciatura en periodismo y medios de comunicación de la Universidad de al-Azhar de Gaza.

### Carrera
Comenzó su trabajo como periodista en el periódico Al-Shaab. Luego, en 2004, pasó a trabajar para Al-Jazeera. Fue uno de los fundadores de la oficina del canal en la ocupada Franja de Gaza, donde trabajó como fotógrafo y técnico para Al-Jazeera durante más de veinte años.

### Muerte
Abu Daqqa también tenía la ciudadanía belga y era padre de tres hijos y una hija. Su familia vivía en Bélgica.
El 15 de diciembre de 2023, en la guerra entre Israel y Gaza de 2023, fue asesinado por un ataque con drones dirigido al equipo de Al Jazeera mientras cubría las secuelas de un ataque aéreo anterior que mató al menos a 20 personas en la Escuela de Haifa, que estaba siendo utilizada por la Agencia de las Naciones Unidas para los Refugiados como refugio en la ciudad de Jan Yunis, en el sur de la Franja de Gaza (ataque aéreo a la escuela de Haifa). Wael Al-Dahdouh, jefe de la oficina de Al Jazeera en Gaza, también resultó herido en la mano y el estómago, pero pudo retirarse a pie. Samer, sin embargo, no pudo retirarse después de su lesión y continuó sangrando durante más de cinco horas, hasta que finalmente sucumbió a sus heridas. Durante estas cinco horas Al Jazeera intentó coordinarse con el ejército israelí. Al Jazeera intentó comunicarse con organizaciones humanitarias para poder rescatarlo o intentar conseguirle una ambulancia. Una ambulancia que intentaba llegar a Abu Daqqa fue atacada a tiros. Tres trabajadores de rescate de Gaza también murieron en el ataque.
En el momento de su muerte tenía 45 años. Fue enterrado el 16 de diciembre, después de realizar la oración fúnebre de Abu Daqqa en el patio del hospital, cientos de palestinos, incluidas decenas de sus colegas periodistas, participaron en la procesión fúnebre de Abu Daqqa, que partió del Hospital Nasser. Su cuerpo fue enterrado en el cementerio de la ciudad de Jan Yunis con su chaleco de prensa y su casco en una tumba excavada por sus colegas periodistas. El herido Wael Al-Dahdouh estaba en la primera fila de los dolientes, junto con el resto del equipo.
Al Jazeera Media Network decidió remitir el caso del asesinato de Samer Abu Daqqa a la Corte Penal Internacional (CPI), que preside los crímenes de guerra, «con urgencia». Hablando desde Bélgica, su hijo, Yazan Abu Daqqa, también dijo que la familia presentaría un caso ante la CPI.
Al Jazeera dijo que responsabilizaba a «Israel por atacar y matar sistemáticamente a periodistas de Al Jazeera y sus familias». El embajador palestino ante la ONU, Riyad Mansour, declaró en una reunión de la Asamblea General sobre la guerra que Israel «apunta a aquellos que podrían documentar (sus) crímenes e informar al mundo: los periodistas. Antes de la muerte de Abu Daqqa, 64 profesionales de los medios de comunicación han sido asesinados desde el inicio de la guerra entre Israel y Gaza de 2023, según el Comité para la Protección de los Periodistas. Según Al Jazeera, con la muerte de Abu Daqqa, el número de periodistas y trabajadores de los medios asesinados durante la guerra de Israel superaba los 90. Los ataques de Israel contra periodistas también se extienden a la ocupada Cisjordania.
El 22 de diciembre, Reporteros sin Fronteras presentó una denuncia ante la Corte Penal Internacional por el asesinato de siete periodistas palestinos, entre ellos Abu Daqqa.